# Deptfordtrilogin
Deptfordtrilogin är skriven av Robertson Davies. Den består av Femte rollen (originalutgåva 1970, svensk översättning 1984), Mantikoran (originalutgåva 1972, svensk översättning 1985) och En undrens värld (originalutgåva 1975, svensk översättning 1986).